# اوتو لاش
اوتو لاش (آلمانی: Otto Lasch) (۲۵ ژوئن ۱۸۹۳ – ۲۹ آوریل ۱۹۷۱) یکی از فرماندهان ورماخت در جنگ جهانی دوم بود که فرماندهی سپاه ارتش ۶۴ ورماخت را به عهده داشت. او از دارندگان نشان صلیب شوالیه صلیب آهنین بود.

## زندگی‌نامه
اوتو لاش در جنگ جهانی اول خدمت نمود و پس از پایان آن در پروس خاوری جزوی از فرای‌کور بود. در سال ۱۹۳۵ به ورماخت پیوست و در عملیات بارباروسا نقش اساسی را در تصرف ریگا داشت. لاش بعدها به درجه ارتشبد پیاده‌نظام رسید و از نوامبر ۱۹۴۴ به بعد فرمانده کونیگسبرگ در پروس خاوری بود. او به عنوان فرمانده شهر وظیفه داشت که از این منطقه در برابر ارتش سرخ محافظت نماید و نظم شهر را برقرار کند، آن هم در حالی که انبوهی از مردم که در حال فرار از پیشروی شوروی بودند به سمت کونیگسبرگ می‌آمدند.
شهر برای سه ماه در محاصره ۳۶ لشکر از جبهه سوم بلاروس بود و نهایتا لاش با سرپیچی از فرمان هیتلر در ۹ آوریل ۱۹۴۵ شهر را تسلیم نمود و نبرد کونیگسبرگ پایان یافت. هیتلر به این دلیل فرمان غیابی اعدام او را صادر نمود و خانواده لاش که در برلین و دانمارک مستقر بودند به دلیل همدستی خویشاوندی دستگیر شدند.
لاش در شوروی به جرم جنایت جنگی به ۲۵ سال زندان محکوم شد اما در سال ۱۹۵۵ آزاد گشت. او پس از آزادی در بن زندگی می‌کرد و سال ۱۹۷۱ میلادی در این شهر درگذشت.